# Mrkvová Lhota
Mrkvová Lhota je osada, část městyse Louňovice pod Blaníkem v okrese Benešov. Nachází se asi 2,5 km na sever od Louňovic pod Blaníkem. V roce 2009 zde byly evidovány čtyři adresy.
Mrkvová Lhota leží v katastrálním území Světlá pod Blaníkem o výměře 1,85 km².

## Další fotografie

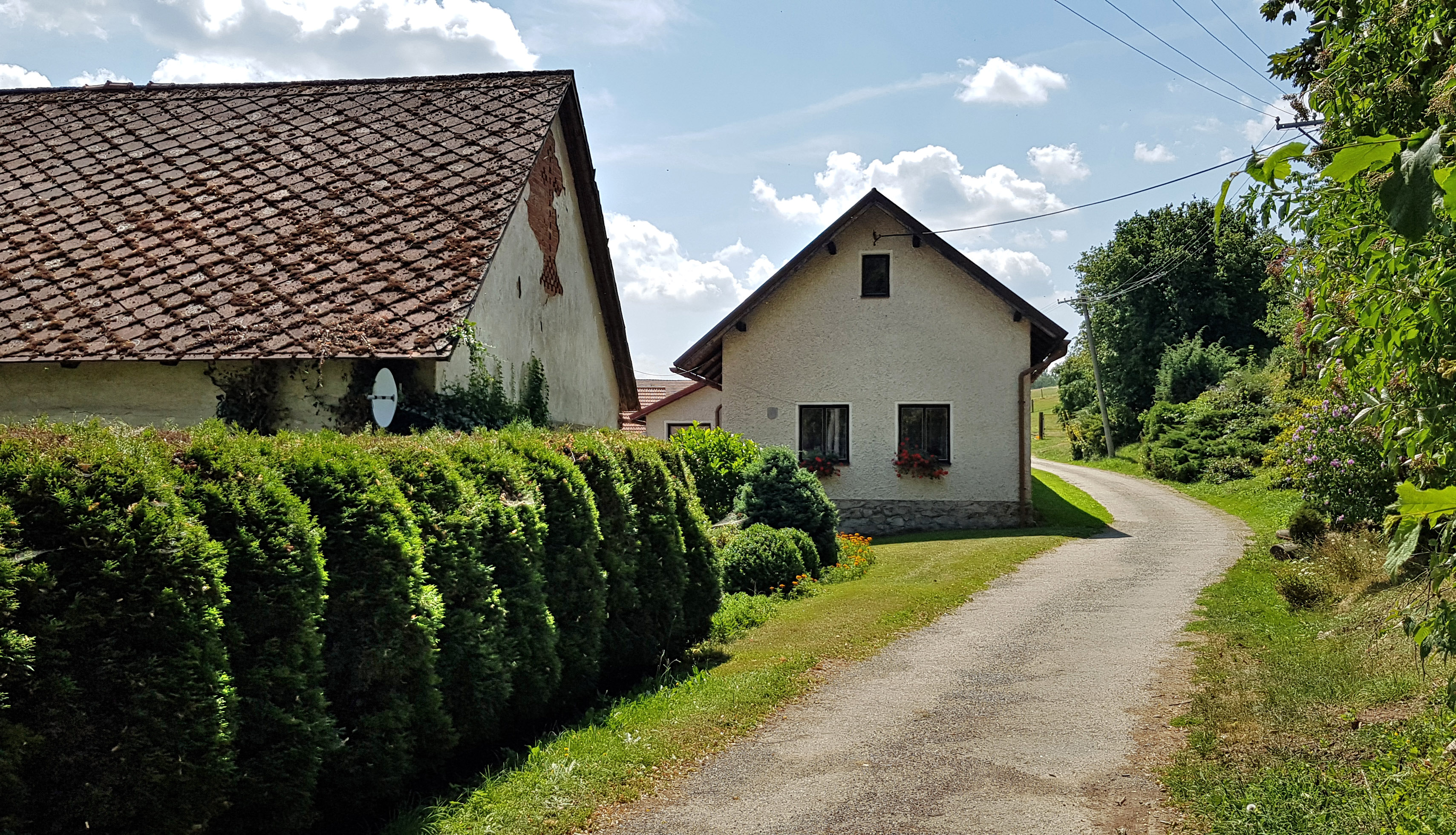
Silnice z vesnice
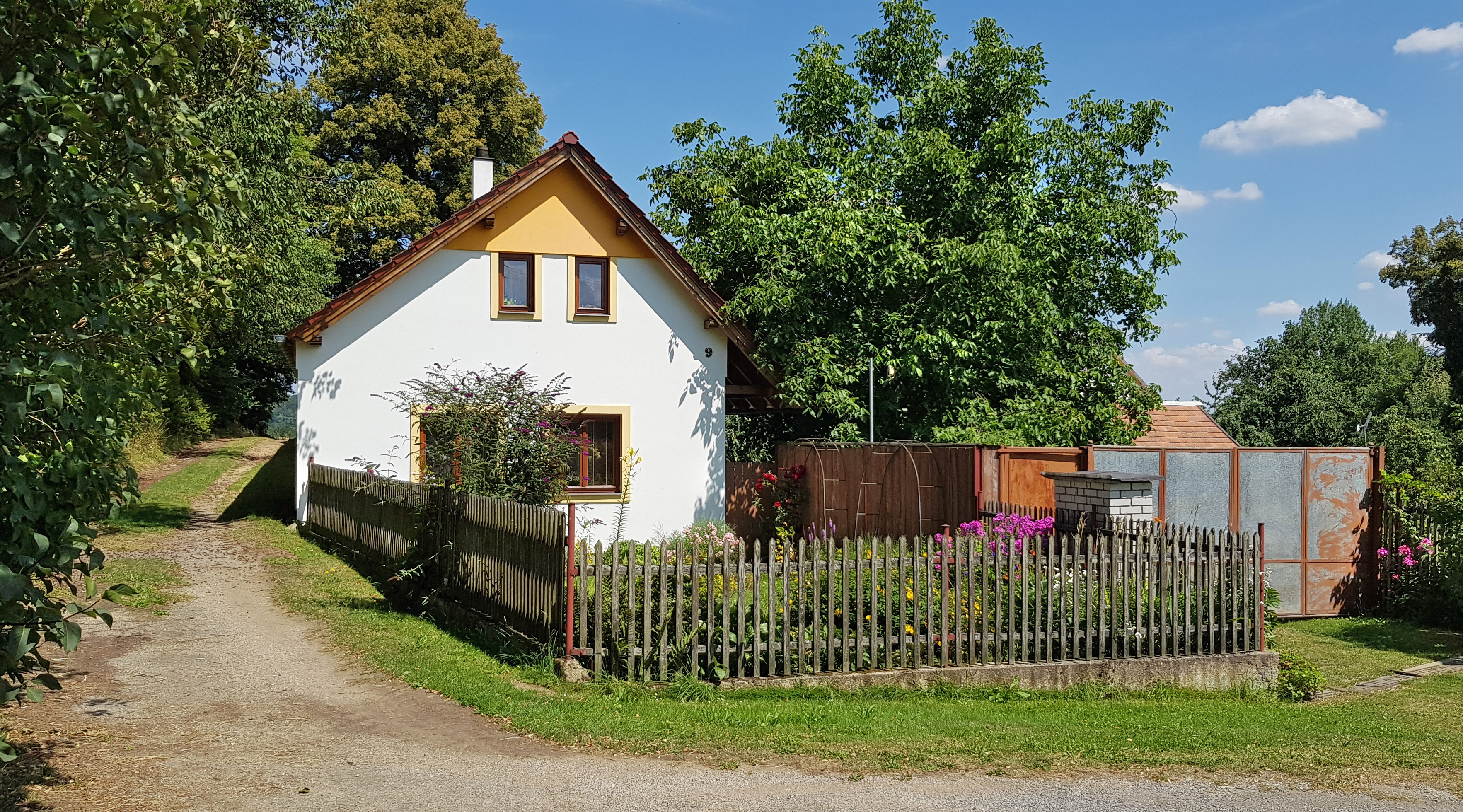
Dům čp. 9
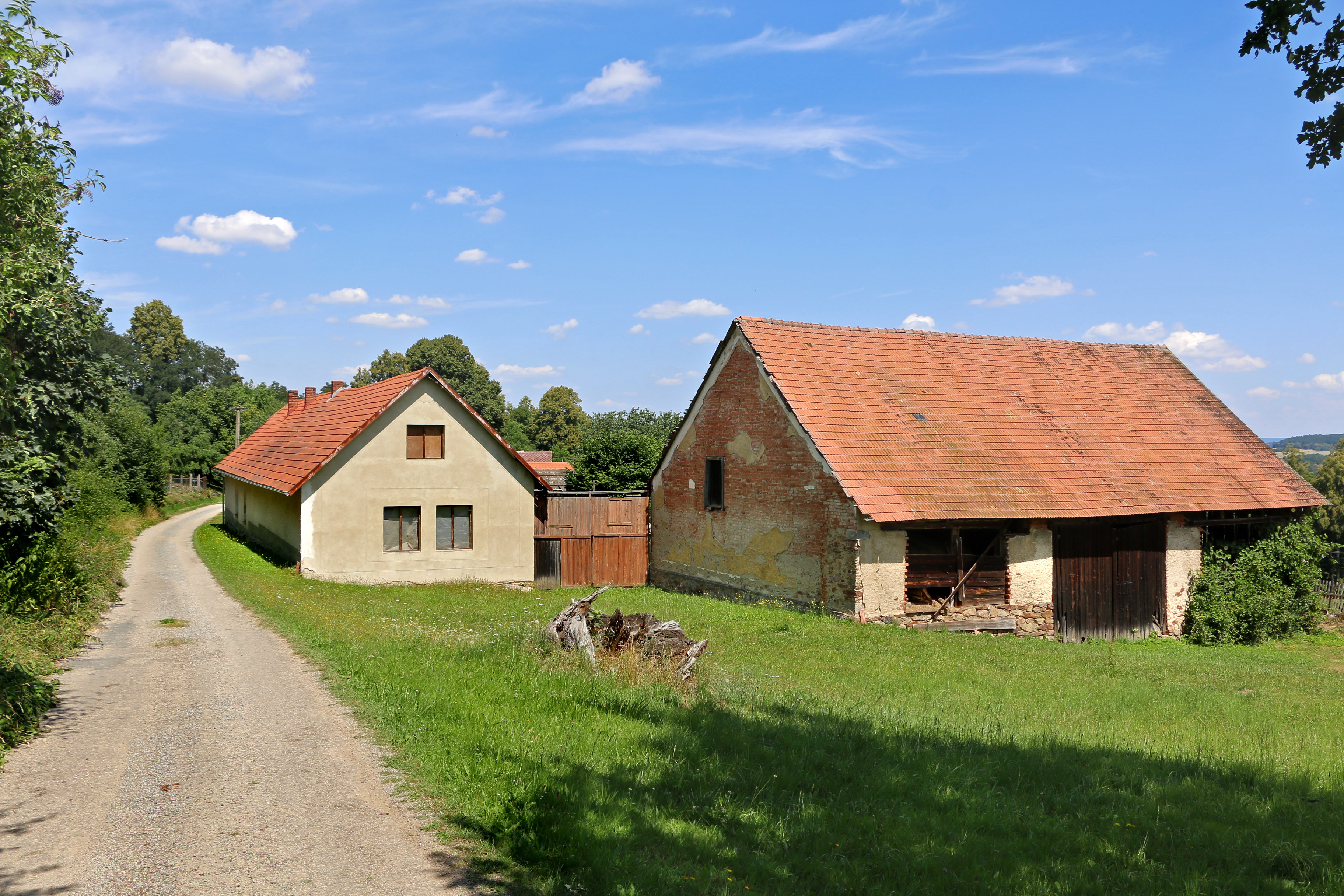
Opuštěný dům v  jižní části vesnice